# Notorious (película de 2009)
Notorious es una película biográfica estadounidense de 2009 sobre la vida del rapero y compositor The Notorious B.I.G., interpretado por Jamal Woolard. La cinta, dirigida por George Tillman Jr., está coprotagonizada por Angela Bassett como Voletta Wallace, la madre del protagonista, Derek Luke como Sean Combs y Anthony Mackie como Tupac Shakur. El reparto también incluye a Naturi Naughton como Lil' Kim y Antonique Smith como Faith Evans.
La película se estrenó en los cines el 16 de enero de 2009 a través de Notorious Films.

## Elenco
- Jamal Woolard como Christopher Wallace / Biggie Smalls / The Notorious B.I.G.
- Angela Bassett como Voletta Wallace.
- Christopher Wallace, Jr. como  un joven Christopher Wallace.
- Derek Luke como Sean Combs.
- Marc John Jefferies como Lil' Cease.
- Anthony Mackie como Tupac Shakur.
- Naturi Naughton como Lil' Kim.
- Antonique Smith como Faith Evans.
- Kevin Phillips como Mark Pitts.
- Julia Pace Mitchell como Jan.
- Dennis L.A. White como Damion 'D-Roc' Butler.
- David Costabile

## Producción

### Desarrollo
Antoine Fuqua iba a dirigir antes de George Tillman Jr. La película fue distribuida por Fox Searchlight Pictures.